# Okuku Reservoir
Das Okuku Reservoir ist ein Stausee in der Region West Coast auf der Südinsel von Neuseeland.

## Geographie
Das Okuku Reservoir ist ein Gewässer unklarer Verwendung. Es befindet sich rund 2,3 km südwestlich des Taramakau River und rund 4 km südöstlich des Kumara Reservoir, zu dem es aber keine Verbindung hat. Das Reservoir, das auf einer Höhe von ca. 170 m anzutreffen ist, besitzt eine Flächenausdehnung von 11,7 Hektar und hat eine Länge von rund 590 m sowie eine maximale Breite von rund 330 m. Der Umfang des Gewässers kann mit 1,93 km bestimmt werden.
Am nordöstlichen Ende des Sees befindet sich der Abfluss in den Okuku Creek, der später in den Taramakau River mündet.